# Le Vœu de Noël

Le Vœu de Noël (Eve's Christmas) est un téléfilm de Noël américano-canadien réalisé par Timothy Bond, diffusé le 6 décembre 2004 sur Lifetime.
En France, le titre est modifié en L'Étoile de Noël pour la distribution des DVD.

## Synopsis
Star du marketing, Eve Stevens a tout pour être heureuse. Mais, seule dans son appartement le soir de Noël, elle fait le vœu de reprendre le cours de sa vie huit ans plus tôt. Le miracle a lieu, Eve se réveille huit ans plus tôt le lendemain...

## Fiche technique
- Titre original : Eve's Christmas
- Titre français : Le Vœu de Noël (télévision) ; L'Étoile de Noël (DVD)
- Réalisation : Timothy Bond
- Scénario : Peter Sullivan (en)
- Image : Anthony C. Metchie
- Musique : Peter Allen
- Production : Stan Kamens, Stanton W. Kamens, Jeffrey Schenck, James Shavick et Kirk Shaw
- Société de production : Insight Film Studios
- Pays d'origine : Canada-États-Unis
- Durée : 96 minutes

## Distribution
- Elisa Donovan (VF : Marie-Laure Dougnac) : Eve Simon
- Sebastian Spence (VF : Éric Legrand) : Scott Gustafson
- Cheryl Ladd (VF : Céline Monsarrat) : Diane Simon
- Kavan Smith : Neil Barlow
- Erin Karpluk : Mandy
- Winston Rekert (VF : Bernard Tiphaine) : William
- Peter Williams : James
- James Nichol Kirk : Drew Simon
- Jocelyne Loewen (en) : Casey
- Marlaina Stewartt : Gladdy
- Lisa Bayliss : Debbie
- Adam Battrick : Brian
- Peter Hanlon : Clark Gustafson
- Lori James : Tracy
- Tabitha St. Germain : Dominique
- Melanie Blackwell : l'assistante de Dominique

- Version française
  - Studio de doublage :
  - Direction artistique :
  - Adaptation des dialogues : Gérard Salva

 Source et légende : version française (VF) sur RS Doublage et selon le carton du doublage français télévisuel.